# Terremoto di Messina del 1908
Il terremoto di Messina del 1908 (citato in letteratura scientifica come terremoto della Calabria meridionale-Messina e come terremoto calabro-siculo) è considerato uno degli eventi sismici più catastrofici del XX secolo. Il sisma, di magnitudo 7,1 Mw, si verificò alle ore 5:20 del 28 dicembre 1908 e danneggiò gravemente le città di Messina e Reggio Calabria nell'arco di 37 secondi. Metà della popolazione della città siciliana e un terzo di quella della città calabrese persero la vita.
Si tratta della più grave catastrofe naturale in Europa per numero di vittime, a memoria d'uomo, e del disastro naturale di maggiori dimensioni che abbia mai colpito il territorio italiano in tempi storici.

## Le registrazioni sismografiche
Alle 5:21 (ora italiana) del 28 dicembre 1908 i sismografi registrarono il verificarsi di un terremoto di grande magnitudo. Il sisma risultò inquadrabile settorialmente in una zona ubicata in Italia. Nessuna più precisa informazione al riguardo era tuttavia disponibile: rimanevano solo le tracce marcate dai pennini sui tabulati degli osservatori sismici, che gli studiosi cominciarono velocemente ad analizzare e interpretare. I telegrafi infatti cominciarono a ticchettare, mentre i tecnici rimasero in attesa di ottenere e scambiare notizie.
Ancora prima di ottenere una qualsivoglia comunicazione ufficiale, molte nazioni del mondo e l'Italia stessa furono informate attraverso la strumentazione scientifica. I sismografi misero in evidenza solo la grande intensità delle scosse senza consentire agli specialisti di individuare con certezza la specifica localizzazione. Si potevano solo immaginare i danni provocati da un sisma di quella intensità. Gli addetti all'Osservatorio Ximeniano di Firenze annotarono:

### Cause del sisma
Secondo l'Istituto nazionale di geofisica e vulcanologia, il terremoto è stato causato da una grande faglia normale cieca a basso angolo di immersione a SE, situata principalmente al largo dello Stretto di Messina, tra le placche. La sua proiezione superiore interseca la superficie terrestre sul lato occidentale, siciliano, dello Stretto. Nel 2019 ricercatori della Birkbeck, Università di Londra hanno scoperto la faglia attiva responsabile del terremoto identificandola nella faglia Messina-Taormina precedentemente mappata ma poco studiata, che si trova al largo della costa siciliana e corre lungo lo Stretto di Messina. La squadra ha utilizzato i dati del 1907-1908 per esaminare il modello di sollevamenti e cedimenti osservati nell'area di Messina e Calabria che presentava una forte somiglianza con quelli risultanti da altri potenti terremoti innescati da faglie normali. Dopo aver confrontato la direzione e le dimensioni dei movimenti su faglie note con i movimenti superficiali osservati a Messina e in Calabria, i ricercatori sono stati in grado di identificare la probabile faglia attiva che ha causato il catastrofico terremoto, nonché la direzione e le dimensioni dei movimenti.
L'Italia si trova lungo la zona di confine della placca continentale africana, e questa placca spinge contro il fondo del mare sotto l'Europa a una velocità di circa 25 millimetri all'anno. Ciò provoca uno spostamento verticale, che a sua volta può causare terremoti. Il terremoto è stato registrato da 110 stazioni sismografiche in tutto il mondo, ed è stato uno dei primi ad essere registrato da strumenti.
Lo Stretto di Messina fa parte del tratto tettonico regionale noto come Arco Calabrese, un'area di sollevamento differenziale derivante dalla dinamica delle unità tettoniche ionica e tirrenica meridionale, due dei blocchi litosferici di microplacca riconosciuti nella porzione italiana altamente frammentata di contatto Africa-Eurasia. Alcuni dei terremoti più forti avvenuti negli ultimi secoli si sono verificati nell'arco calabrese, come i terremoti calabresi del 1783 e del 1905 e il più catastrofico terremoto di Messina del 1908.
Le registrazioni indicano che una notevole attività sismica si è verificata nelle aree intorno allo Stretto di Messina diversi mesi prima del 28 dicembre; è aumentata di intensità a partire dal 1º novembre. Il 10 dicembre un terremoto di magnitudo 4 ha danneggiato alcuni edifici a Novara di Sicilia e Montalbano Elicona, entrambi in provincia di Messina.
Un totale di 293 repliche ebbero luogo tra il 28 dicembre 1908 e l'11 marzo 1909.
Nel 2008 è stato proposto che il maremoto concomitante non sia stato generato dal terremoto, ma piuttosto da una grande frana sottomarina che lo ha innescato. La probabile fonte del maremoto è stata al largo di Giardini Naxos (40 km a sud di Messina) sulla costa siciliana dove è stato rilevato un grande corpo di frana sottomarino con una scarpata di testata su una carta batimetrica del fondale ionico.
In uno studio del luglio 2021, pubblicato da ricercatori italiani dell'Università di Catania e tedeschi dell'Università di Kiel ed altri, si è ribadito quali sono i 5 punti chiave riguardanti le cause del terremoto del 1908 a Messina:
1. «I dati sismici marini ad alta risoluzione forniscono prove di faglie superficiali nello Stretto di Messina.»
2. «Una faglia estensionale attiva, precedentemente non mappata, lunga 34,5 km ha deformato il fondale marino.»
3. «Una discontinuità a basso angolo, con immersione nell'avampiede, è evidenziata dal posizionamento 3D dei terremoti.»
4. «Si considera che la perturbazione dello stress sulla discontinuità più profonda trasferisca lo stress aggiuntivo sulle faglie fragili sovrastanti.»
5. «I risultati ci consentono di mettere in discussione la maggior parte dei modelli precedenti relativi alla sorgente sismogena del 1908.»

## I luoghi
Il terremoto colpì, con diverse intensità, la Calabria e la Sicilia: l'epicentro fu registrato nel comune di Reggio Calabria (tra Archi e Ortì inferiore), con una box sismogenetica (con il termine di "box sismogenetica" si è inteso definire un'area sostanzialmente omogenea dal punto di vista cinematico e sismotettonico, che rappresentasse la proiezione in superficie di una "master fault sismogenetica") attestantesi su tutta la costa reggina da Melito di Porto Salvo a Gioia Tauro e nella frazione messinese di Torre Faro, all'interno della quale l'intensità MCS fu pari o superiore a 10.
Furono contati 772 MDPs: 
11 di intensità MCS pari a 11 (Faro Superiore, Ferrito, Melia, Mosorrofa, Nasiti, Nocilla, Perlupo, Piale, Prumo, Riparo Vecchio e Trizzino);
35 di intensità MCS tra 10-11;
36 di intensità MCS pari a 10;
10 di intensità MCS tra 9-10;
24 di intensità MCS pari a 9;
34 di intensità MCS tra 8-9;
135 di intensità MCS pari a 8;
62 di intensità MCS tra 7-8; ecc.
I territori delle attuali province di Reggio Calabria, di Vibo Valentia, la parte est della provincia di Messina e l'estrema parte nord della provincia di Catania furono interessati da scosse di intensità MCS pari o superiore a 8.

Con intensità MCS superiori a 6 il terremoto fu registrato nel resto della Calabria e nella Sicilia orientale.

Con intensità MCS superiori a 4 il terremoto fu registrato anche nella Sicilia centrale, nelle zone sud di Basilicata, Campania e Puglia e anche a La Valletta.

Con intensità MCS inferiori a 4 il terremoto fu registrato anche nella Sicilia occidentale (Marsala, Trapani), in Campania (Napoli), in Basilicata (Potenza, Matera), in Puglia (Taranto, Lecce) e fino in Molise (Campobasso, Termoli).
L'area dell'epicentro è una zona a elevata sismicità; risulta infatti colpita da almeno 8 eventi sismici di magnitudo pari o superiore a 6 in epoca storica. La particolare criticità dell'area è determinata dal fatto che è sede di numerosi centri abitati tra cui due di grandi dimensioni:
- Messina (147.589 abitanti nel 1901), città portuale della Sicilia, di antichissima origine, situata sulla costa occidentale dell'omonimo stretto e distante circa 3 km dalla sponda calabrese, fu interessata anche dal terremoto del 1783, che distrusse gran parte della città.
- Reggio Calabria (77.761 abitanti nel 1901), anch'essa di origini remote e importante in periodo greco e altomedievale, rimase pressoché distrutta dal terremoto del 1783, che determinò la successiva riedificazione di molti dei suoi quartieri secondo un nuovo piano regolatore e con criteri innovativi, tuttora applicati.

## I fatti

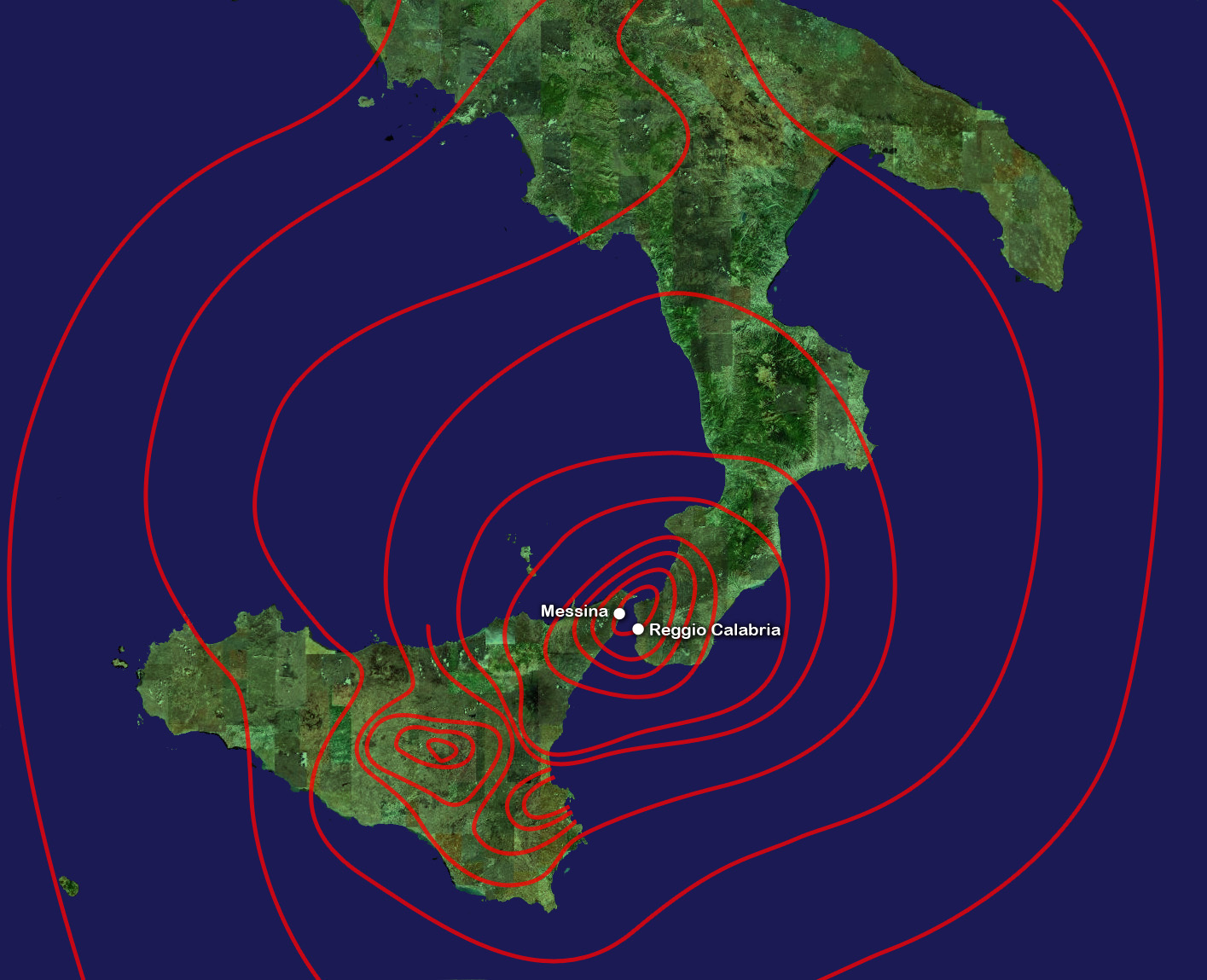
Mappa dell'epicentro del sisma.

Lunedì 28 dicembre 1908 un terremoto di 7,25 Mw (XI Mercalli) si abbatté violentemente sullo Stretto, colpendo Messina e Reggio nella primissima mattinata (5:20 ora locale circa). Uno dei più potenti sismi della storia italiana aveva quindi colto la regione nel sonno, interrotto tutte le vie di comunicazione (strade, ferrovie per Palermo e Siracusa, tranvie per Giampilieri e Barcellona, telegrafo, telefono), danneggiato i cavi elettrici e le tubazioni del gas, e sospeso così l'illuminazione stradale fino a Villa San Giovanni e a Palmi. Con lo strascico di un maremoto, l'evento devastò particolarmente Messina, causando il crollo del 90% degli edifici.
Una tesi sostiene che in realtà il maremoto successivo al terremoto sia stato causato da una frana sottomarina e non direttamente dal sisma, frana da posizionarsi, sempre secondo gli stessi studi, tra lo specchio d'acqua di fronte a Giardini Naxos e quello prospiciente il quartiere "Pozzo Lazzaro" di Santa Teresa di Riva.

### Le testimonianze dell'epoca
La relazione al Senato del Regno – datata 1909 – sul terremoto di Messina e Reggio così recita: «Un attimo della potenza degli elementi ha flagellato due nobilissime province – nobilissime e care – abbattendo molti secoli di opere e di civiltà. Non è soltanto una sventura della gente italiana; è una sventura dell'umanità, sicché il grido pietoso scoppiava al di qua e al di là delle Alpi e dei mari, fondendo e confondendo, in una gara di sacrificio e di fratellanza, ogni persona, ogni classe, ogni nazionalità. È la pietà dei vivi che tenta la rivincita dell'umanità sulle violenze della terra. Forse non è ancor completo, nei nostri intelletti, il terribile quadro, né preciso il concetto della grande sventura, né ancor siamo in grado di misurare le proporzioni dell'abisso, dal cui fondo spaventoso vogliamo risorgere. Sappiamo che il danno è immenso, e che grandi e immediate provvidenze sono necessarie».

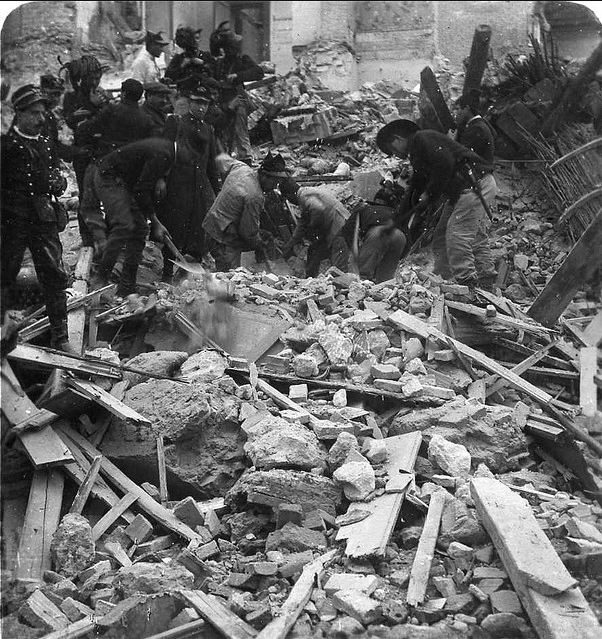
Bersaglieri scavano tra le macerie dopo il terremoto

I siciliani e i calabresi vennero immediatamente soccorsi, martedì 29, da navi russe e britanniche che erano alla fonda a Siracusa e ad Augusta, mentre gli aiuti italiani arrivarono poco dopo, nella mattinata del 29 dicembre. Il ritardo fu causato dal fatto che i piroscafi partirono da Napoli, e in tarda serata, subito dopo che le reali notizie sulla catastrofe arrivarono al Governo.
Il futuro premio Nobel per la letteratura Salvatore Quasimodo (che all'epoca aveva 7 anni) si trasferì a Messina tre giorni dopo il terremoto, perché il padre capostazione fu chiamato a dirigere il traffico ferroviario lì. Per mesi visse su due vagoni merci, e successivamente rievocò l'esperienza nella poesia Al Padre:
(Salvatore Quasimodo, Al Padre)
Tra le prime squadre di soccorso che giunsero a Reggio vi fu quella proveniente da Cosenza, guidata dall'esponente socialista Pietro Mancini (padre di Giacomo) che dichiarò:
E ancora i giornali scrissero:

#### Luoghi pubblici

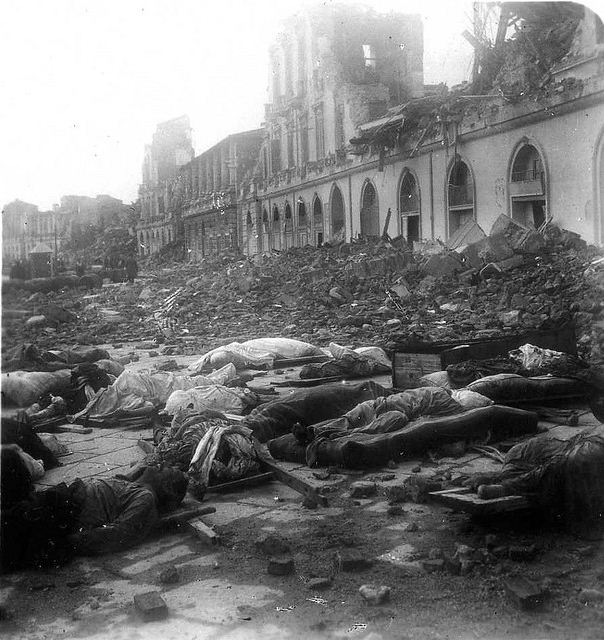
Vittime tra le macerie

A Messina, maggiormente sinistrata, rimasero sotto le macerie ricchi e poveri, autorità civili e militari: morirono il questore Paolo Caruso, il prosindaco Arenaprimo, il generale Cotta e il procuratore generale dott. Crescenzo Grillo, l'ex rettore dell'Università Giacomo Macrì, tre deputati (gli onorevoli Giuseppe Arigò, Nicolò Fulci (già ministro) e Giuseppe Orioles); perirono altresì più della metà dei componenti del consiglio comunale.
Quasi completamente annientata la presenza delle forze dell'ordine, assieme al questore Caruso morirono il vicequestore e più di tre quarti degli agenti di polizia; dalla caserma della Guardia di Finanza, su 200 finanzieri, ne uscirono vivi solo 41. Nella stazione ferroviaria, di 280 tra gli impiegati alle officine e il personale viaggiante solo in otto risposero all'appello. Dal totale crollo del cinquecentesco Ospedale Civico, su circa 200 tra pazienti, medici e infermieri, vi furono solo 11 superstiti.
Gaetano Salvemini, dal 1901 professore di storia contemporanea presso l'Ateneo messinese, perse la moglie, i cinque figli e la sorella, rimanendo l'unico sopravvissuto di tutta la sua famiglia. Il prefetto Adriano Trinchieri (1850-1936) venne ritrovato miracolosamente illeso tra le macerie del palazzo della prefettura, illesi rimasero anche l'arcivescovo Letterio D'Arrigo Ramondini e il fratello, Gaetano D'Arrigo Ramondini, sindaco di Messina, poiché avevano trascorso la notte a Itala (loro paese d'origine) distante circa 20 km dall'epicentro, tuttavia, a causa della rovina delle vie di comunicazione non riuscirono a rientrare in città tempestivamente.
Nella nuvola di polvere che oscurò il cielo, sotto una pioggia torrenziale e al buio, i sopravvissuti inebetiti dalla sventura e semivestiti non riuscirono a rendersi conto immediatamente dell'accaduto. Alcuni si diressero verso il mare, altri rimasero nei pressi delle loro abitazioni nel tentativo di portare soccorso a familiari e amici. Qui furono colti dalle esplosioni e dagli incendi causati dal gas che si sprigionò dalle tubazioni interrotte. Tra voragini e montagne di macerie gli incendi si estesero, andarono in fiamme case, edifici e palazzi ubicati nella zona di via Cavour, via Cardines, via della Riviera, corso dei Mille, via Monastero Sant'Agostino.
Ai danni provocati dalle scosse sismiche e a quello degli incendi si aggiunsero quelli cagionati dal maremoto, di impressionante violenza, che si riversò sulle zone costiere di tutto lo Stretto di Messina con ondate devastanti stimate, a seconda delle località della costa orientale della Sicilia, da 6 m a 12 m di altezza (13 metri a Pellaro, frazione di Reggio). Il maremoto provocò molte vittime, fra i sopravvissuti che si erano ammassati sulla riva del mare, alla ricerca di un'ingannevole protezione..
Improvvisamente le acque si ritirarono e dopo pochi minuti almeno tre grandi ondate aggiunsero altra distruzione e morte. Onde gigantesche raggiunsero il litorale spazzando e schiantando quanto esistente. Nel suo ritirarsi la marea risucchiò barche, cadaveri e feriti. Molte persone, uscite incolumi da crolli e incendi, affogarono trascinate al largo. Alcune navi alla fonda furono danneggiate, altre riuscirono a mantenere gli ormeggi entrando in collisione l'una con l'altra, ma subendo danni limitati. Il villaggio del Faro a pochi chilometri da Messina andò quasi integralmente distrutto. La furia delle onde spazzò via le case situate nelle vicinanze della spiaggia anche in altre zone. Le località più duramente colpite furono Pellaro, Lazzaro e Gallico sulle coste calabresi; Briga e Paradiso, Sant'Alessio e fino a Riposto su quelle siciliane.
A Reggio andarono distrutti diversi edifici pubblici. Caserme e ospedali subirono gravi danni: 600 le vittime del 22º fanteria dislocate nella caserma Mezzacapo; all'Ospedale Civile su 230 malati ricoverati se ne salvarono solo 29.
A Gioia Tauro la scossa fu violenta, e i dati sulle morti e i feriti non sono mai stati chiari. Andarono distrutti tanti edifici, come l'allora duomo di Sant'Antonio da Padova. Ma il fatto maggiore correlato a questa vicenda, è stato quello dell'omicidio del caporale Antonio Barone. Gioia, al tempo con lo scalo ferroviario cittadino era un importante centro di beni di prima necessità per tutta la Piana omonima. I cittadini dell'epoca, stanchi della scarsità di risorse, organizzarono un tumulto durante il quale perse la vita, eroicamente, il caporale Antonio Barone.
A Palmi la scossa fu altrettanto rovinosa, causando circa 700 morti e un migliaio di feriti. Il centro abitato era composto da 2221 case (molte delle quali con pessimi sistemi di costruzione) delle quali 445 crollarono, 1189 restarono gravemente danneggiate e in 387 si ebbero danni lievi. Andarono distrutte inoltre la chiesa di San Rocco, il Duomo e diversi edifici pubblici
A Polistena il tragico evento fece registrare 6 morti, 30 feriti, e moltissimi edifici danneggiati e anche completamente distrutti; su 2.257 case che componevano la località 52 crollarono, 53 risultarono gravemente lesionate e in 204 si registrarono lievi danni. Tra le chiese, i danni maggiori si ebbero alla Chiesa della Trinità con il crollo del tetto, alla Chiesa dell'Immacolata con il crollo parziale della facciata, e al Duomo di Santa Marina Vergine che, a causa degli ingenti danni subiti nell'intero edificio, fu sul punto di venire abbattuto per poi invece essere sottoposto a un radicale restauro molti anni dopo. Anche nei pressi di Catanzaro, in particolare a Tiriolo, si ebbero molti danni ma pochi decessi, data la modesta dimensione delle abitazioni.
In Sicilia si ebbero crolli anche a Maletto, Belpasso, Mineo, San Giovanni di Giarre, Riposto e Noto. A Casalvecchio Siculo cadde parte della seicentesca Chiesa Matrice e si ebbero crolli nel paese; a Savoca crollò parte del tetto della chiesa matrice e andò in totale rovina il trecentesco palazzo municipale (chiamato altresì Curia). A Santa Teresa di Riva rovinò il campanile della chiesa del Carmine. Ad Alì Terme, il crollo di parte del collegio delle suore provocò la morte di una educanda. A Caltagirone crollò per metà il quartiere militare.
Nel comprensorio jonico siciliano, si tramandano ancor oggi alcuni aneddoti storici legati al terremoto, molti di essi tramandati quasi esclusivamente per via orale endo-familiare. Proprio a Sant'Alessio Siculo si narra di una barca trasportata dalla drammatica ondata dalla spiaggia fino all'entroterra di Giampilieri; nell'abitato di Locadi, oggi minuscola frazione di Pagliara, il vecchio borgo fu interamente interessato da crolli e lesioni, tanto che di colpo l'intera popolazione riparò nella spianata soprastante (oggi zona Polifunzionale), per poi riedificare ex novo il borgo più a ovest. A Santa Teresa di Riva la toccante testimonianza dei primi a svegliarsi e a correre in spiaggia subito dopo il maremoto, letteralmente montagne di cicirelli sulla battigia (pesciolino commestibile siluriforme, di circa 10 cm) impedivano la vista dell'antistante costa calabra. Nei mesi successivi, sempre a Santa Teresa di Riva, alcune batterie di baracche furono allestite dove oggi sorge il quartiere di Torrevarata.
Drammatico fu il problema del mantenimento dell'ordine pubblico già subito dopo la scossa; ad esempio una banda di detenuti riuscì ad evadere dalle carceri giudiziarie e prese di mira le rovine della Banca d'Italia e del Palazzo dei Tribunali allo scopo di depredare il caveau della prima e di bruciare l'archivio del secondo.
Messina, che all'epoca contava circa 140.000 abitanti, ne perse circa 80.000 e Reggio Calabria registrò circa 15.000 morti su una popolazione di 45.000 abitanti. Secondo altre stime si raggiunse la cifra di 120.000 vittime, 80.000 in Sicilia e 40.000 in Calabria. Altissimo fu il numero dei feriti e catastrofici furono i danni materiali. Le scosse di assestamento si ripeterono con frequenza nelle giornate successive e fin quasi alla fine del mese di marzo 1909.

## Luoghi di interesse artistico o culturale

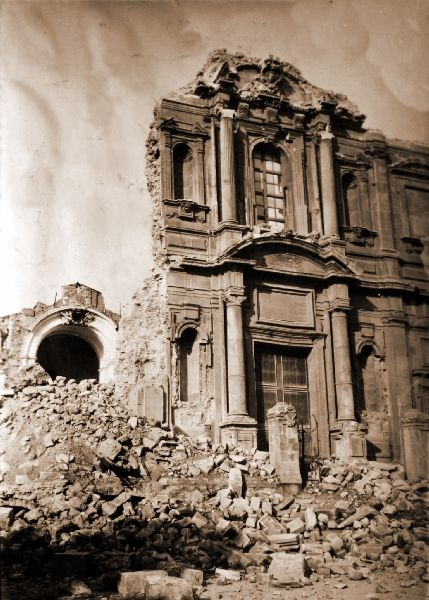
La chiesa di S. Giovanni di Malta a Messina distrutta

Molte delle monumentali costruzioni dei centri urbani subirono danni che, pur se non irreparabili, comportarono la loro demolizione per l'attuazione dei piani regolatori redatti dagli ingegneri Borzì e De Nava. Essi previdero la realizzazione di città quasi totalmente nuove, con palazzi di modesta altezza (non più di due o tre piani, anche per quelli pubblici) e lunghe strade larghe e diritte con una pianta ortogonale. Il piano regolatore dell'ingegnere Luigi Borzì prevedeva, per la città di Messina, un acquedotto della portata di quindicimila metri cubi d'acqua al giorno. La città veniva inoltre delimitata a ovest dalle pendici dei Peloritani, a sud dal torrente Gazzi e dalla Zona industriale, e a nord dal torrente Annunziata.
Numerose furono le costruzioni vittima dei danni del terremoto e delle successive demolizioni:
- A Messina l'imponente Palazzata o Teatro marittimo, lunghissima teoria di palazzi senza soluzione di continuità affacciata sul porto (opera seicentesca dell'architetto Simone Gullì e poi ricostruita, dopo il terremoto del 1783, dall'architetto Giacomo Minutoli); il ricchissimo Palazzo Municipale, opera di Giacomo Minutoli, incluso nella Palazzata; il palazzo della Dogana, costruito sui resti del Palazzo reale, a sua volta crollato nel terremoto del 1783; tantissime chiese, tra cui quella di San Gregorio, nella parte collinare della città sopra la via dei Monasteri (oggi via XXIV Maggio), quella della SS. Annunziata dei Teatini, opera di Guarino Guarini e la concattedrale dell'Archimandritato del Santissimo Salvatore, ricostruita nel XVI secolo da Carlo V alla foce del torrente Annunziata, sul posto dell'attuale Museo regionale; il Duomo, ricostruito poi dall'architetto Valenti secondo le linee presunte dell'originaria struttura normanna e molti edifici pubblici; la sede della storica Università, fondata come primo collegio gesuitico al mondo nel 1548.
- A Reggio la lunghissima Real Palazzina, costituita da un continuo susseguirsi di eleganti edifici napoleonici, affacciata sull'antico lungomare; l'imponente Palazzo San Giorgio (Palazzo Municipale), poi ricostruito dall'architetto Ernesto Basile; l'elegante Villa Genoese-Zerbi, esempio di barocco seicentesco della città; gli importanti palazzi Mantica, Ramirez e Rettano; moltissime chiese e basiliche tra cui il ricchissimo Duomo barocco, che ricostruito divenne l'edificio sacro più grande della Calabria; l'antica basilica bizantina della Cattolica dei Greci; le fontane monumentali sul lungomare e un gran numero di importanti edifici pubblici e privati.

Le due città persero gran parte della propria memoria storica. Alcuni edifici vennero letteralmente polverizzati, mentre la popolazione che vi abitava, colta dal sisma nelle ore notturne, non ebbe il tempo di mettersi in salvo.
Nel porto di Reggio la linea ferrata costiera venne divelta e molti vagoni furono ripescati in mare.

## Prime notizie e soccorsi

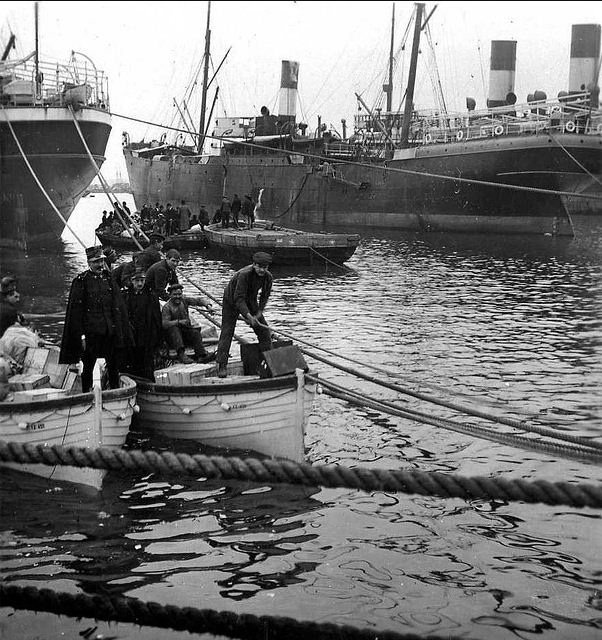
Navi italiane di soccorritori

A Messina, sede della 1ª squadriglia torpediniere della Regia Marina, si trovarono ancorate nel porto le torpediniere "Saffo", "Serpente", "Scorpione", "Spica" e l'incrociatore "Piemonte"; a bordo di quest'ultimo un equipaggio di 263 uomini tra ufficiali, sottufficiali e marinai. Alle otto del mattino della stessa giornata del 28, la "Saffo", riuscì ad aprirsi un varco fra i rottami del porto. I suoi uomini e quelli della Regia Nave "Piemonte" sbarcarono dando così inizio alle opere di soccorso. Furono accolti immediatamente oltre 400 tra feriti e profughi, che furono successivamente trasportati via mare a Milazzo. Non fu possibile ritrovare vivo il comandante della "Piemonte", Francesco Passino, sceso a terra nella serata precedente per raggiungere la famiglia e deceduto unitamente alla stessa a causa dei crolli.
A bordo dell'incrociatore, raggiunto da alcuni ufficiali dell'esercito sopravvissuti al disastro e in accordo con le autorità civili, furono assunti i primi provvedimenti per raccogliere e inquadrare il personale disponibile, informare dell'accaduto il Governo e chiedere rinforzi.
Allo scopo l'incarico fu attribuito al tenente di vascello A. Belleni che con la sua torpediniera, la "Spica" e altre unità lasciò il porto di Messina, nonostante le cattive condizioni del mare. Da Marina di Nicotera nel primo pomeriggio riuscì a trasmettere un dispaccio telegrafico. Il messaggio arrivò a Roma dopo tre-quattro ore, non si sa perché (forse le linee telegrafiche erano parzialmente danneggiate, nel tratto a nord di Nicotera). Dello stesso fu poi data comunicazione anche al ministro delle Marina:

### Azione del Governo e della Marina italiana e straniera

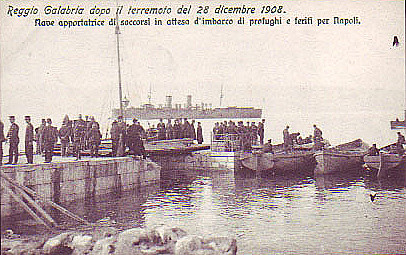
Profughi e feriti da Reggio si imbarcano per Napoli

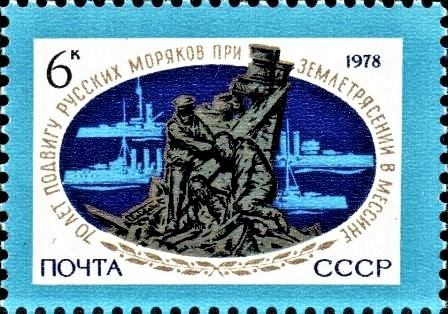
Francobollo dell'URSS n. 4893. 70º anniversario dell'impresa dei marinai russi a Messina.

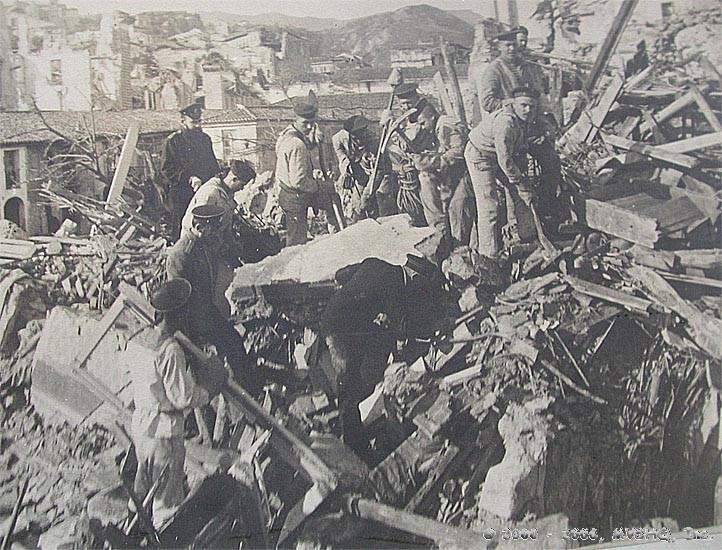
I marinai russi della corazzata Slava prestano soccorso dopo il sisma di Messina.

Il Presidente del Consiglio Giovanni Giolitti venne raggiunto dai primi dispacci nella tarda mattinata del 28 dicembre, ma, sottovalutate le proporzioni della catastrofe, le liquidò come "l'ennesima fastidiosa lamentela meridionale per il crollo di qualche comignolo!".
A Roma i quotidiani del pomeriggio riportavano ancora la notizia vaga di "alcuni morti in Calabria per un terremoto". La prima notizia ufficiale delle vere dimensioni del disastro giunse quindi con il telegramma trasmesso da Marina di Nicotera dal comandante della torpediniera "Spica". Altre ne seguirono da diverse località e strutture dando un'idea approssimativa della catastrofe. Solo nel corso della serata venne, finalmente, convocato il consiglio dei ministri e si cominciò ad esaminare la situazione emanando le prime direttive.
Il Comando di Stato Maggiore dell'esercito mobilitò gran parte delle unità presenti sul territorio nazionale. Il Ministro della Marina ordinò alla divisione navale in navigazione nelle acque della Sardegna, composta dalle corazzate Regina Margherita, Regina Elena, Vittorio Emanuele e dalla corazzata Napoli di cambiare rotta e dirigersi verso la zona disastrata. Il ministro dei Lavori Pubblici Pietro Bertolini partì subito per Napoli da dove, imbarcatosi sull'incrociatore Coatit, raggiunse Messina. Anche il Re e la Regina partirono il 29 per Napoli; saliti poi sul Vittorio Emanuele, in sosta per caricare a bordo anche materiale sanitario e generi di conforto, raggiunsero la Sicilia nelle prime ore del giorno 30.

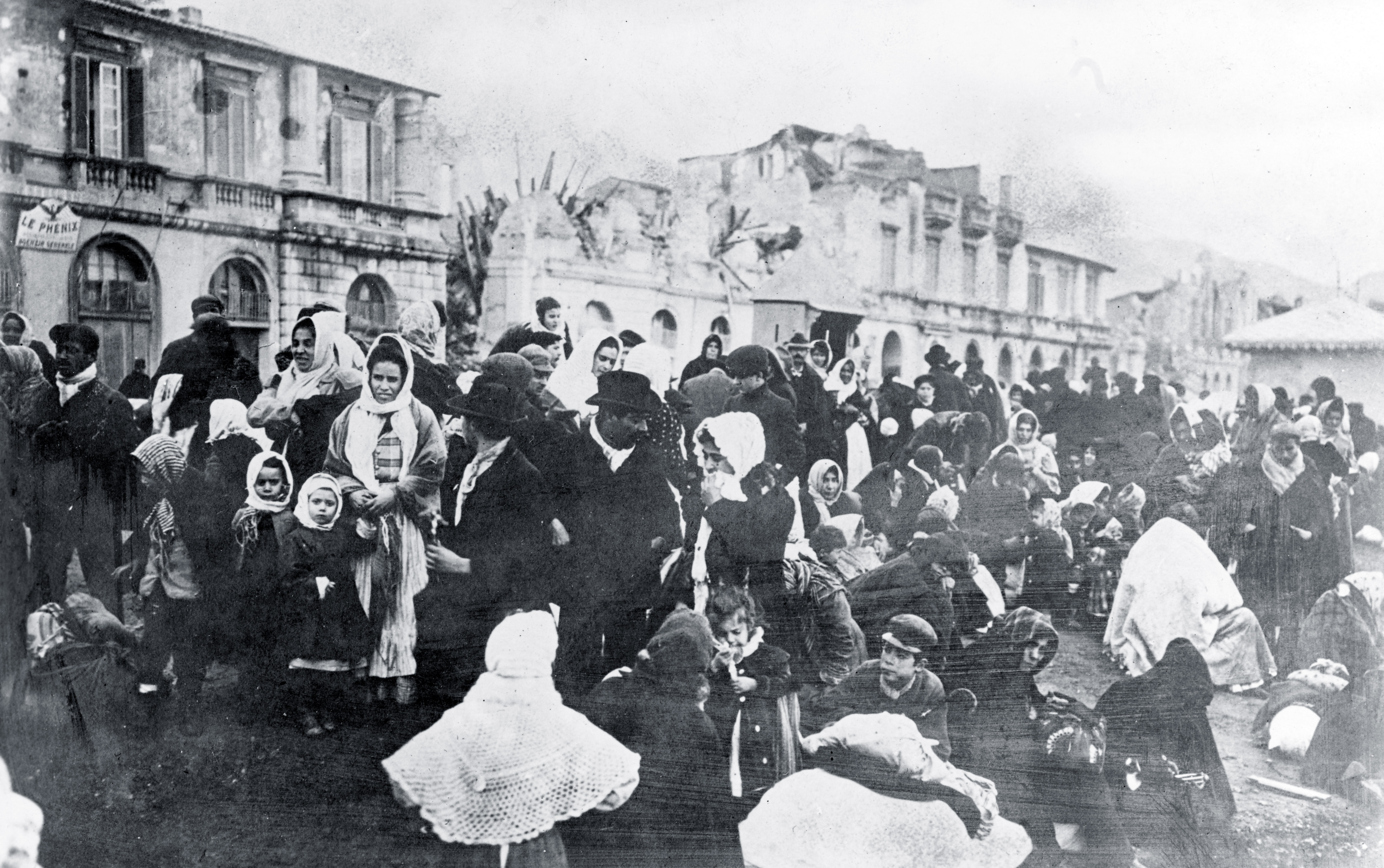
Profughi in attesa di imbarco a Messina.

Già all'alba del 29 la rada di Messina si era affollata. Una squadra navale russa era alla fonda ad Augusta, con le navi Makarov, Giljak, Koreec, Bogatyr', "Slava" e "Cesarevič". Il sindaco di Augusta Antonio Omodei raggiunse la nave ammiraglia e convinse l'ammiraglio Livitnov a portare immediato aiuto alle popolazioni terremotate senza aspettare il via libera da San Pietroburgo. Si caricarono in tutta fretta viveri, coperte, medicinali, badili, picconi raccolti e messi a disposizione dal Comune di Augusta e le navi russe si diressero a tutta forza a Messina, dove furono la prima forza organizzata ad intervenire.
Subito dopo fecero la loro comparsa le navi da guerra britanniche Sutlej, Minerva, Lancaster, Exmouth, Duncan, Euryalus. Il comandante russo ammiraglio Ponomarëv fece approntare i primi soccorsi, prestando anche opera di ordine pubblico contro gli sciacalli che vennero spesso fucilati dopo processi sommari, resi difficili anche a causa delle incomprensioni linguistiche. Per il suo grande impegno, nel 2006, alla marina zarista è stata dedicata una via da parte del comune di Messina.
Le navi italiane giunte il giorno 30 si ancorarono in terza fila. Nonostante la sorpresa nessuno reagì più di tanto anche se, qualche tempo dopo, la stampa intervenne polemicamente.
Messe in mare le lance anche gli equipaggi italiani furono sbarcati e impiegati secondo le esigenze del caso. Il Re e la Regina arrivarono all'alba del 30. Con una lancia a motore, accompagnati dai ministri Bertolini e Orlando, percorsero la costa per poi fare ritorno a bordo della loro nave. La Regina rimasta sulla corazzata contribuì con grande impegno alla cura degli infermi, mentre il Re raggiunse la terraferma per portare alle truppe italiane e straniere, impegnate nelle difficili operazioni di prima assistenza, le proprie espressioni di elogio e riconoscenza.
Le navi da guerra, trasformate ormai in ospedali e trasporti, caricati i feriti fecero poi la spola con Napoli e altre città costiere, occupandosi anche di trasferire le truppe già concentrate nei porti e in attesa di destinazione. Cominciò l'afflusso di uomini tra cui i Carabinieri delle legioni di Palermo e di Bari e molteplici reparti dell'esercito. A chi arrivò di notte la città di Messina apparve illuminata dagli incendi che continuarono per parecchi giorni.
La Regia Nave Napoli da Messina si trasferì a Reggio. Il suo comandante Umberto Cagni, assunto provvisoriamente il comando della "piazza" e delle operazioni di soccorso, sbarcò i marinai della nave per organizzare l'assistenza e impiantare un primo ospedale da campo destinato alla medicazione dei feriti leggeri. Quelli più gravi furono trasportati a bordo. Cagni divise poi la città in varie zone assegnandole agli uomini del Napoli e alle truppe dell'esercito già disponibili in loco tra cui i superstiti del 22º fanteria e alcuni distaccamenti del 2º bersaglieri sopraggiunti nel frattempo. I marinai assieme ad alcuni nuclei di carabinieri organizzarono pattuglie di ronda con lo scopo di provvedere alle esigenze di pubblica sicurezza.
Le prime edizioni dei giornali riportarono dati sintetici e quelle successive diedero notizie più certe e particolareggiate. Il Corriere della Sera, il giorno 30, uscì con il titolo: "ORA DI STRAZIO E DI MORTE. Due città d'Italia distrutte. I nostri fratelli uccisi a decine di migliaia a Reggio e Messina". L'Italia seppe così che a Reggio e a Messina, interi quartieri erano crollati, che sotto le macerie di case, ospedali e caserme erano scomparsi interi nuclei familiari, malati, funzionari, guardie e soldati. Venne inoltre a conoscenza della meravigliosa gara di solidarietà internazionale apertasi tra navi straniere e italiane per portare aiuto ai superstiti e trasportare sui luoghi colpiti dal sisma i materiali e gli uomini necessari.
Il mondo intero si commosse: capi di Stato, di governo e papa Pio X espressero il loro cordoglio e inviarono notevoli aiuti anche finanziari. Unità da guerra francesi, tedesche, spagnole (incrociatore Princesa de Asturias), greche e di altre nazionalità lasciarono i loro ormeggi e, raggiunte le due sponde dello stretto, misero a disposizione i propri equipaggi per provvedere a quanto necessario.  La Therapia della Norddeutscher Lloyd fu tra le prime navi civili straniere a prestare soccorso ai messinesi; quando le scorte si esaurirono fu sostituita dal vaporetto Bremen.
In tutta Italia, oltre agli interventi organizzati dalla Croce Rossa e dall'Ordine dei Cavalieri di Malta, si formarono comitati di soccorso per la raccolta di denaro, viveri e indumenti. Da molte province, partirono squadre di volontari composte da medici, ingegneri, tecnici, operai, sacerdoti e insegnanti per portare, nonostante le difficoltà di trasferimento esistenti, il loro fattivo sostegno alle zone terremotate. Anche le Ferrovie dello Stato inviarono proprio personale: tra questi Gaetano Quasimodo, che raggiunse Messina con al seguito la famiglia e in particolare il figlioletto di soli 7 anni Salvatore, futuro Premio Nobel per la letteratura.
La Regia Marina e il Regio Esercito italiani vennero duramente criticati, sia per i loro ritardi rispetto ad alcune marine straniere, sia perché si macchiarono di innumerevoli abusi e crimini ai danni della popolazione terremotata, come la crudele fucilazione di un quindicenne intento a cercare tra le macerie i propri genitori, riferita nei dettagli dal senatore Giovanni Alfredo Cesareo, seguita da decine di altre esecuzioni sommarie di cittadini messinesi, scambiati per sciacalli, ma che in realtà erano intenti a frugare tra le macerie delle proprie abitazioni al fine di riuscire a racimolare qualcosa per nutrirsi o ripararsi dalle intemperie. A tal proposito, nacque spontanea la domanda del giornalista torinese Oddino Morgari che si domandò come mai "si fucilavano coloro che rubavano ai morti, sempre che non stessero cercando i propri cari sotto le macerie, quando invece non si fucilò chi rubava ai vivi" facendo riferimento all'incredibile serie di furti commessi dai militari italiani. Infine, testimoni oculari videro alcuni marinai italiani rubare oggetti e gioielli rinvenuti tra le macerie.

### Elogi del Re alle truppe e accuse della stampa al Governo
Re Vittorio Emanuele III sbarcò a Messina la mattina del 30 dicembre 1908, accompagnato dalla Regina Elena e dai ministri Vittorio Emanuele Orlando, Carlo Mirabello e Pietro Bertolini. Sulla banchina del porto (dinnanzi alle rovine della Palazzata), erano attesi dal Prefetto Adriano Trinchieri e dal Sindaco di Messina Gaetano D'Arrigo Ramondini. Il sindaco, per nulla intimorito, si rivolse al sovrano dicendo che l'aiuto era giunto ai messinesi dai russi, e non dagli italiani. D'Arrigo venne immediatamente destituito per l'irriverente polemica. Venne proclamato lo stato d'assedio e furono conferiti i pieni poteri al generale Francesco Mazza, la cui cattiva gestione dell'emergenza fu oggetto di critiche assai accese.
Il re ritenne opportuno indirizzare il 5 gennaio 1909 un proprio ordine del giorno di elogio al personale italiano e straniero, sempre impegnato con grave sacrificio nell'adempimento dei compiti assegnati:
Al recente ricordo del miserando spettacolo, che mi ha profondamente commosso, erompe dall'animo mio e vi perdura vivissimo il sentimento di ammirazione che rivolgo all'esercito ed all'armata.
Il mio pensiero riconoscente corre pure spontaneamente agli ammiragli, agli ufficiali ed agli equipaggi delle navi russe, inglesi, germaniche e francesi che, mirabile esempio di solidarietà umana, recarono tanto generoso contributo di mente e di opera.»
L'8 gennaio 1909 si riunì la Camera dei deputati per esaminare alcuni provvedimenti urgenti di natura giuridica e finanziaria a favore delle località danneggiate. Accolte le proposte di nuove imposte e di stanziamenti importanti per la ricostruzione, il 12 gennaio il Senato approvò a sua volta all'unanimità il progetto di legge a favore di Messina e di Reggio. Associandosi alle parole del Re emanò un proprio ordine del giorno:
(Atti Parlamentari, Senato del Regno, Legislatura XXII - prima sessione - Discussioni - tornata del 12 gennaio 1909, p. 10240)
Alcune testate giornalistiche, criticando i provvedimenti finanziari adottati e in particolare l'inasprimento delle tasse, accusarono il governo di aver speso molto e destinato male i fondi raccolti in occasione dei terremoti degli anni precedenti senza peraltro portare benefici alle popolazioni danneggiate.
Altri giornali, tra cui Il Tempo, attribuirono ai Comandi militari gravi colpe: la parziale incapacità nella gestione degli interventi di soccorso, confusione burocratica e ritardi nella distribuzione locale delle risorse, inefficienza e ritardi anche nelle azioni di recupero e riconoscimento delle salme. Ulteriori attacchi furono portati contro la Marina italiana, giudicata meno sollecita e pronta rispetto alla capacità e alla funzionalità dimostrata dalle squadre navali straniere. Il Giornale di Sicilia lamentò manchevolezze nella distribuzione di viveri e di generi di conforto, nonché difficoltà procedurali nell'erogazione degli aiuti.
Il presidente del Consiglio Giolitti, pur non negando eventuali e possibili disfunzioni nella catena di comando e nell'organizzazione dei soccorsi, difese le strutture e portò come scusante l'immensità del sinistro, peraltro imprevedibile anche nei suoi effetti collaterali. Il ministro della Marina Carlo Mirabello dichiarò calunnioso e strumentale ogni paragone con l'azione ampiamente meritoria di ufficiali e marinai del naviglio straniero.
Nel contempo al ministro della guerra, Casana, fu richiesto di recarsi a Reggio, a Messina, a Palmi e nel circondario per verificare di persona le accuse mosse dalla stampa contro l'operato dell'esercito. Al suo rientro il 16 gennaio 1909, al fine di cancellare il discredito portato alle risorse umane ancora duramente impegnate nell'emergenza, aggiunse il suo elogio a quello espresso dal Re e dal Parlamento:
A quanti, superstiti al disastro, hanno concorso fino dal primo momento e con sereno eroismo alla grave e pietosa opera di soccorso, dimostrando all'evidenza che le più terribili prove non abbattono l'animo del soldato italiano, non ne diminuiscono l'energia e non gli tolgono la fede nell'avvenire, giunga il tributo della mia viva ammirazione.

Ad essi e a coloro che, inviati qui da ogni parte d'Italia, hanno fatto a gara, col più generoso entusiasmo, per rispondere all'appello della patria, siano di giusto premio la lode di S.M. il Re ed il plauso della Nazione, di cui fu autorevole interprete il Parlamento. Un esercito nel quale sono così profondamente radicati il sentimento della fratellanza nazionale ed una illimitata abnegazione nell'adempimento del dovere, dà giusta ragione di una piena fiducia nei destini avvenire d'Italia.»
Successivamente furono forniti dati e statistiche sulle persone ritrovate vive sotto le macerie per un totale di circa 17.000 persone di cui: 13.000 circa salvate dai militari italiani, 1.300 dai russi, 1.100 dagli inglesi e 900 dai tedeschi. Con riguardo alle operazioni di trasporto della Marina militare le informazioni trasmesse diedero per certo, alla data del 2 gennaio 1909, il trasferimento nei vari ospedali di circa 10.300 feriti, mentre altri 1.200 furono movimentati dalla marina inglese e circa 1.000 da quella russa. Furono rese note le perdite subite dal personale dell'esercito, della Marina e di altre armi, alcune delle quali avvenute nel corso delle operazioni di soccorso: complessivamente circa 1.000 uomini di cui un centinaio della Marina.
Ampio risalto fu dato all'impegno profuso dal Re, dalla famiglia reale, e in particolare a quello assistenziale reso nell'occasione dalla regina Elena. Le cronache scandalistiche e le accuse in esse riportate si ridussero in poco tempo a poche righe marginali, per poi esaurirsi del tutto in mancanza di elementi su cui fondare la critica. Nello stesso periodo di tempo il Danzer's Armée Zeitung, giornale viennese vicino agli orientamenti dei vertici militari imperiali, in un articolo sostenne che l'Austria-Ungheria avrebbe dovuto trarre occasione dalla difficile situazione, causata dal terremoto di Reggio e Messina, per scatenare una guerra preventiva contro l'Italia. L'incidente si risolse diplomaticamente in breve tempo, ma tutto fu solo rimandato di sette anni alla prima guerra mondiale.

## Interventi per la ricostruzione, premi e decorazioni
Assicurate attraverso i dispositivi di legge le risorse finanziarie e giunti importanti aiuti da varie parti del mondo, furono analizzate le ipotesi di intervento per una riedificazione. A un primo suggerimento di demolire completamente quanto rimasto di Messina e costruirla in altra zona gli abitanti si ribellarono. Abbandonato il progetto fu iniziato lo sgombero delle macerie, la demolizione degli edifici inagibili, il ripristino dei servizi essenziali e delle case ancora in parte o in tutto abitabili. Istituite apposite commissioni, fu rivisto il piano di urbanizzazione, identificando criteri più idonei per le nuove edificazioni e richiedendo tra l'altro l'adozione di metodologie costruttive antisismiche.
Per fare fronte ai più immediati fabbisogni della popolazione si diede avvio alla costruzione di baracche di legno che sostituirono o si aggiunsero alle tendopoli. Sorsero quindi quartieri provvisori denominati statunitense, lombardo, svizzero, tedesco, ecc. in segno di riconoscenza verso i paesi che con i loro aiuti ne agevolarono la realizzazione; un quartiere fu intestato anche alla regina Elena. I lavori non procedettero speditamente, dando origine a nuove polemiche contro il Governo e a nuovi corsivi dei giornali, tra cui anche quelli pubblicati dalla "Domenica del Corriere" che uscì nel febbraio 1909, lamentando lentezze burocratiche e illustrando come sempre la sua edizione con una delle prestigiose tavole di Achille Beltrame.
Come in altre occasioni nel maggio 1909 il Governo decise di ricompensare con specifica attestazione civili, militari, enti e organizzazioni umanitarie impegnate nelle operazioni di soccorso, testimoniando così le particolari benemerenze acquisite dalle stesse nell'opera assistenziale svolta a favore dei terremotati. All'amm. Livitnov ed ai marinai russi vennero concesse particolari attestazioni per essere intervenuti tempestivamente e salvato centinaia di vite, così come al Sindaco di Augusta, avv. Antonio Omodei al quale venne concessa la menzione di Onorevole.
Vittorio Emanuele III emanò in data 6 maggio 1909, con il numero 338, un regio decreto con il quale furono fissate le modalità di concessione di una speciale medaglia di benemerenza, in due formati diversi e in tre gradi, da attribuire a enti, nel formato grande, e alle persone nel formato piccolo, in quanto segnalate e riconosciute meritevoli della concessione da una speciale commissione all'uopo nominata. L'art. 3 del regio decreto fu poi varato con quello del decreto del 21 ottobre 1909 n. 719, che modificò i colori del nastro di sospensione precedentemente stabiliti nella nuova tonalità verde orlata di bianco.
Venne poi approvata la legge 21 luglio 1910, n. 579, che convertì in legge i regi decreti relativi al terremoto del 28 dicembre 1908, pubblicata nella Gazzetta ufficiale n. 196 del 23 agosto 1910.

## Polemiche sui soccorsi e sulla ricostruzione
Uno dei primi scandali esplosi sulla gestione dei fondi donati dalla solidarietà nazionale e internazionale, fu quello che interessò l'operato dell'allora Sindaco di Roma Ernesto Nathan, accusato di aver elargito i soldi, a lui pervenuti da tutto il mondo per gli sfollati e i superstiti siciliani e calabresi, ai suoi amici e alle sue clientele elettorali sotto la copertura e la protezione dello stesso Giovanni Giolitti.
La ricostruzione fu anche criticata a causa della sua lentezza, della mancata antisismicità delle case costruite dopo il terremoto e per il fatto che alcuni eredi dei sopravvissuti abbiano vissuto per decenni nelle baracche.

## Personaggi noti deceduti nel terremoto
- Carlo Luigi Invernizzi, (n. 1827), garibaldino.
- Placido Lucà Trombetta, (n. 1828), pittore.
- Gaetano Micale, (n. 1830), incisore.
- Francesco Perroni Paladini, (n. 1830), avvocato, garibaldino e deputato.
- Giacomo Macrì, (n. 1831), giurista e uomo politico; già Rettore dell'Università di Messina.
- Raffaele Villari, (n. 1831) scrittore, patriota e storico.
- Giuseppe La Maestra, (n. 1831), pittore e musicista.
- Gregorio Zappalà, (n. 1833), scultore.
- Francesco Fisichella, (n. 1841), sacerdote, filosofo e giurista.
- Nino De Leo, (n. 1843), garibaldino, patriota e uomo politico.
- Placido Di Bella, (n. 1843), scultore.
- Domenico Crisafulli, (n. 1843), ingegnere del genio civile.
- Crescenzo Grillo (n. 1844), magistrato, Procuratore Generale della Corte di Appello di Messina.
- Giuseppe Galati (n. 1846), magistrato, Sostituto Procuratore del Re presso il Tribunale di Messina.
- Gaetano Russo, (n.1847), scultore messinese.
- Alessio Valore (n. 1847), poeta e giornalista.
- Gregorio Panebianco, (n. 1848), pittore e docente universitario.
- Ferdinando Puglia, (n. 1848), giurista, docente ordinario di Diritto processuale civile nell'Università di Messina.
- Laura Alliata-Cardillo, (n. 1849), nobildonna e letterata, traduttrice di diverse opere di poeti stranieri.
- Giacomo Perroni Ferranti, (n. 1851), avvocato, professore ordinario di Diritto penale nell'Università di Messina.
- Francesco Mario Mandalàri, (n. 1851), letterato e storico.
- Amalia Elvira Mondio vedova Crisafulli, (n. 1854), nobildonna.
- Lorenzo Mandalàri, (n. 1855), psichiatra.
- Paolo Caruso, (n. 1855), Questore di Messina.
- Nicolò Fulci, (n. 1857), uomo politico e avvocato, fu deputato e ministro del Regno d'Italia.
- Giuseppe Arigò, (n. 1858) avvocato, sindaco di Messina dal 1897 al 1899 e deputato del Regno.
- Demetrio Tripepi, (n. 1859) Politico, sindaco di Reggio Calabria dal 1905 al 1907 e deputato del Regno.
- Gaspare D'Urso, (n. 1861), medico e accademico. Preside della Facoltà di medicina e chirurgia dell'Università di Messina.
- Nicola Petrina, (n. 1861), uomo politico e sindacalista, co-fondatore dei Fasci siciliani.
- Giuseppe Arenaprimo, (n. 1862), storico, politico, Prosindaco di Messina e aristocratico.
- Giuseppe D'Aguanno, (n. 1862), giurista e sociologo, docente ordinario nell'Università di Messina.
- Charles Huleatt, (n. 1863), sacerdote anglicano, papirologo e sportivo inglese. Allenatore del Messina Football Club (1900).
- Arnaldo Sabbatini, (n. 1864), bibliotecario, Direttore della Biblioteca universitaria di Messina.
- Luigi Lombardo-Pellegrino, (n. 1864), ingegnere e politico, assessore comunale.
- Eduardo Giacomo Boner (n. 1866), poeta, scrittore e giornalista.
- Giovanni Noè, (n. 1866), politico.
- Filippo Re Capriata, (n. 1867), fisico licatese, precursore della televisione, docente nell'Università di Messina.
- Agatino Giovanni Barbera, (n. 1867), medico e scienziato, docente di fisiologia nell'Università di Messina.
- Gabriele Grasso, (n. 1867), geografo, nativo di Ariano Irpino.
- Benedetto Craxi, (n. 1867), professore di filosofia presso il Liceo Maurolico, nonno paterno di Bettino Craxi.
- Maria Paternò Arezzo, (n. 1869), nobildonna e filantropa.
- Virgilio Saccà (n. 1869), poeta, romanziere e commediografo.
- Vincenzo Strazzulla, (n. 1870), sacerdote e archeologo, docente di storia antica in veri atenei siciliani.
- Giulia Maria Minervini, (n. 1870), moglie di Gaetano Salvemini, con cinque loro figli, Filippo, Leonida, Corrado, Ugo ed Elena, e una sorella di Salvemini
- Angelo Gamba, (n. 1872), tenore, che la sera prima interpretò Radames alla prima dell'Aida nel teatro locale.
- Luigi Seguenza, (n. 1872), geologo, figlio di Giuseppe Seguenza (1833-1889).
- Alfredo De Medio, (n. 1875), giurista, docente ordinario di diritto romano presso l'Università di Messina.
- Luigi Placanica, (n. 1876), vice-questore di Messina.
- Angelo Toscano, (n. 1879), poeta e scrittore, esponente del Decadentismo.
- Riccardo Casalaina, (n. 1881), musicista e compositore.

## Architetture distrutte dal terremoto
Elenco parziale delle pregevoli architetture distrutte dal terremoto del 1908 e non più ricostruite.
- Casa dei Padri Minoriti
- Chiesa della Santissima Annunziata (Messina)
- Chiesa delle Anime del Purgatorio (Messina)
- Chiesa di San Filippo Neri (Messina)
- Chiesa di San Gregorio (Messina)
- Chiesa di San Nicolò dei Gentiluomini
- Chiesa di Sant'Agostino (Messina)
- Chiesa di Santa Maria della Scala (Messina)
- Chiesa di Santa Maria Maddalena (Messina)
- Chiesa di Santa Teresa (Messina)
- Collegio dei gesuiti (Messina)
- Convento di San Francesco (Messina)
- Hotel Trinacria
- Palazzata di Giacomo Minutoli
- Palazzo Arena
- Palazzo Avarna
- Palazzo Brunaccini
- Palazzo dei Tribunali
- Palazzo dell'Appalto
- Palazzo della Camera di commercio (Messina)
- Palazzo Grano
- Palazzo Molo
- Palazzo municipale (Messina)
- Palazzo Pistorio-Cassibile
- Palazzo Reale (Messina)
- Ospedale civico di Messina

## Galleria d'immagini

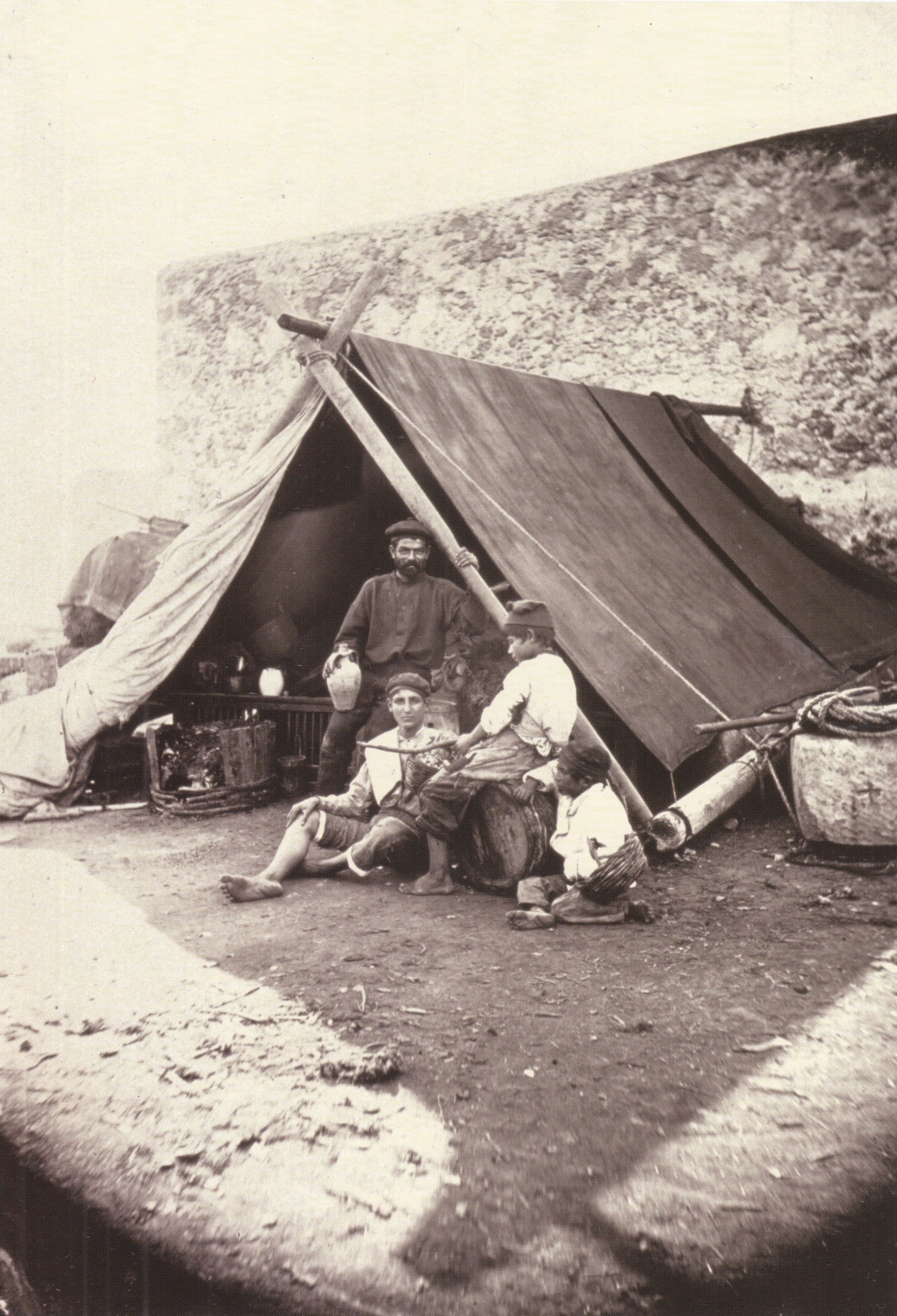
MessinaSopravvissuti in una tenda di fortuna.
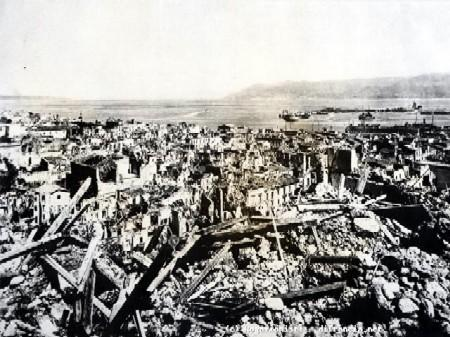
MessinaPanorama della città ridotta a cumuli di macerie
MessinaLa Palazzata sul porto
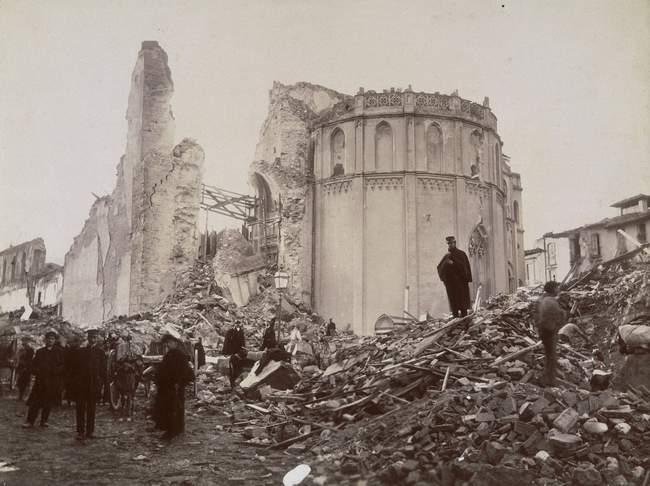
MessinaLe absidi del Duomo cittadino distrutto.
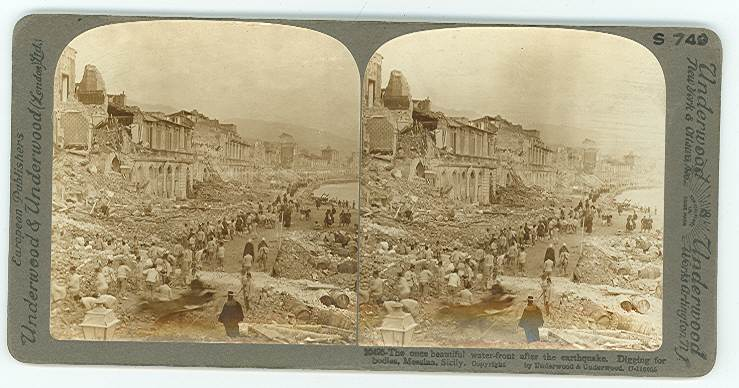
MessinaIl lungomare. Si scava alla ricerca dei corpi.
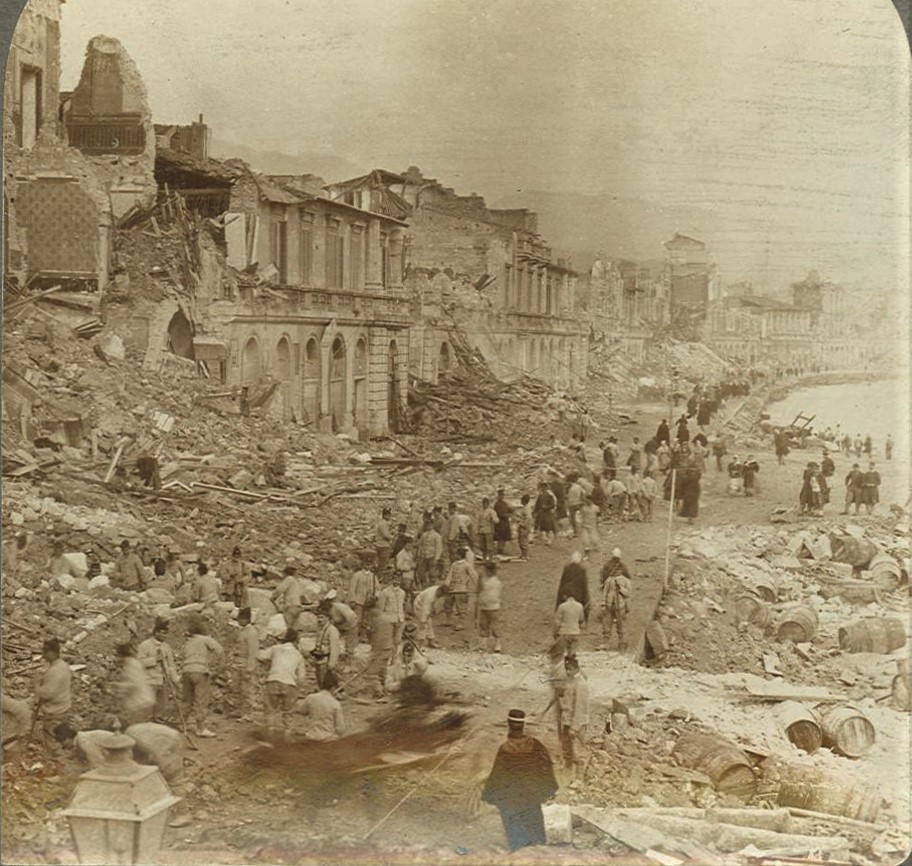
MessinaMessina dopo il terremoto.
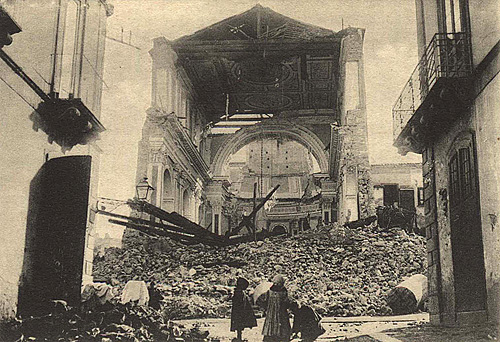
Reggio CalabriaResti della chiesa del Rosario
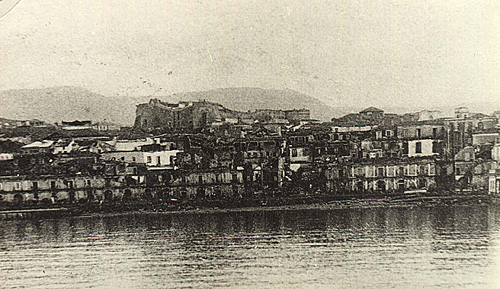
Reggio CalabriaScorcio delle rovine della città completamente rasa al suolo
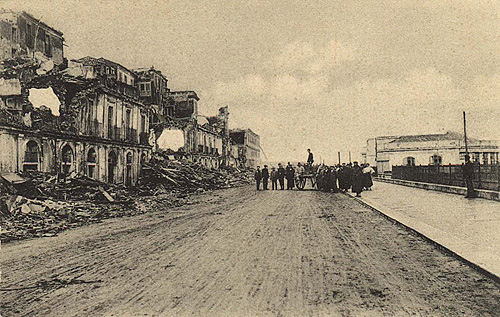
Reggio Calabria Resti della Real Palazzina e della Fontana Nuova sul Lungomare
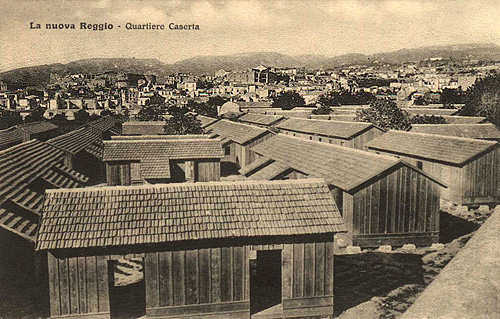
Reggio CalabriaBaraccamenti del quartiere Caserta
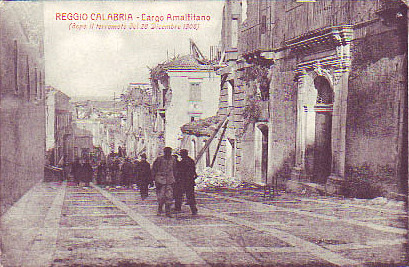
Reggio CalabriaRovine nei pressi di Largo Amalfitano
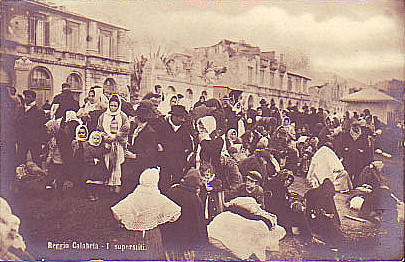
Reggio CalabriaAlcuni superstiti
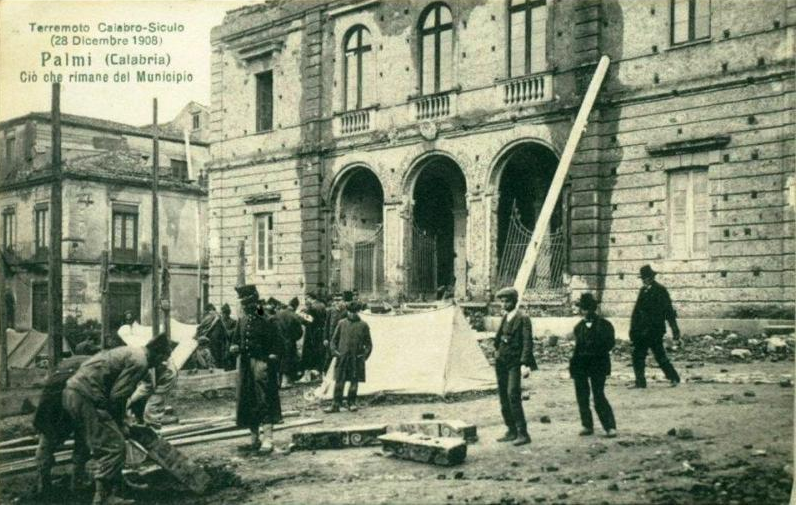
PalmiIl vecchio municipio, dopo il terremoto
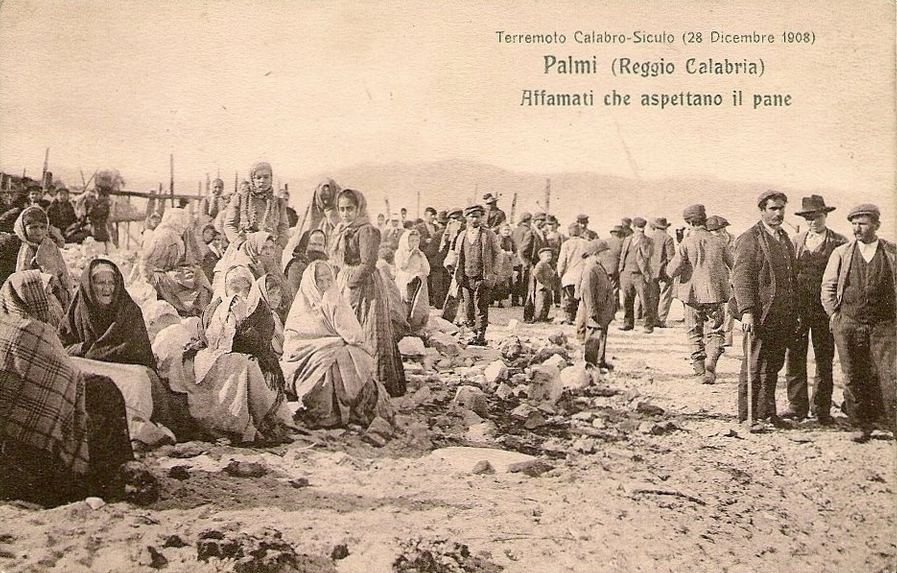
PalmiAffamati che aspettano il pane, dopo il terremoto
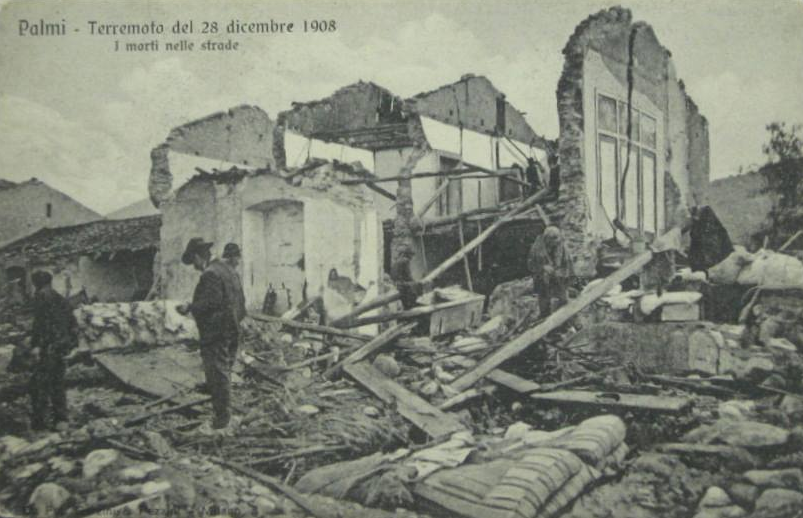
PalmiCartolina dal titolo "i morti nelle strade"
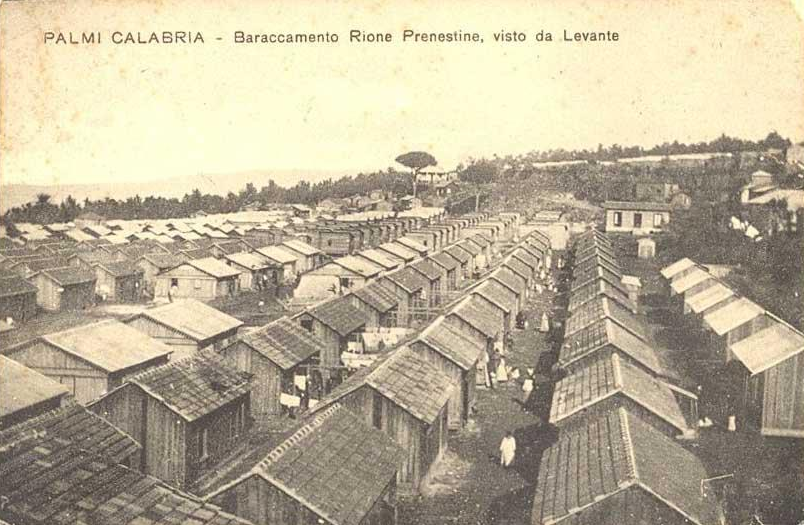
PalmiBaraccamento post terremoto, il "rione Prenestini"